# Bonaparteichnium
Bonaparteichnium (лат.) — ихнород травоядных орнитоподовых динозавров из позднего мела Южной Америки. Типовой и единственный ихновид Bonaparteichnium tali назван и описан Calvo в 1991 году. Родовое имя давно в честь аргентинского палеонтолога Хосе Фернандо Бонапарте, внёсшего значительный вклад в исследования мезозойских позвоночных Аргентины. Видовое имя tali (родительный падеж от talus, означающее «пятка») дано из-за непропорционального для орнитоподов отпечатка пятки.

## История исследования
Голотип (пластотип) MUCPv 64 (5 следов) обнаружен в слоях формации Rio Limay, датированных альбом — сеноманом (около 99—94 млн лет назад), провинция Неукен, Аргентина.
Meyer в 2000 году рассматривал отпечатки Sousaichnium monettae и Bonaparteichnium tali, как младшие синонимы Limayichnus major, относимого в свою очередь к тероподам.

## Описание и классификация
Bonaparteichnium главным образом характеризуется длинными, широкими и ясными отпечатками пяток. В 1999 году Calvo указал, что следы Bonaparteichnium были обусловлены походкой динозавра, оставлявшей отпечатки плюсны при ходьбе и посчитал Bonaparteichnium nomen vanum и младшим синонимом Limayichnus. Dias-Martinez и коллеги считают, что метарарзальные отпечатки Bonaparteichnium указывают, что форма следа обусловлена поведением динозавра и/или особенностями субстрата. Таким образом, этот таксон является тафотаксоном и он не должен рассматриваться ихнотаксономически валидным. Авторы рассматривают Bonaparteichnium, как nomen dubium.